# Conspiración golpista para el 2 de junio de 1985
La conspiración golpista para el 2 de junio de 1985  que se produjo en España fue un intento de Golpe de Estado liderado por un grupo de militares, apoyados por civiles, que debió haberse llevado a cabo en La Coruña, durante el desfile militar del Día de las Fuerzas Armadas. El plan fue desmantelado desde el principio por el CESID, si bien el Gobierno de Felipe González optó por no tomar medidas una vez descabezado el golpe.

## El plan
La conspiración fue auspiciada, presuntamente, por altos mandos militares. El objetivo era crear un vacío de poder que facilitase la intervención del ejército en la política española, produciendo así una involución política.
Para ello planearon asesinar al entonces Presidente del Gobierno, Felipe González; al vicepresidente primero, Alfonso Guerra; al ministro de Defensa, Narcís Serra, y a los jefes de la cúpula militar, los almirantes Ángel Liberal Lucini y Guillermo Salas Cardenal y los tenientes generales José María Sáenz de Tejada y José Santos Peralba. Asimismo, los golpistas planearon acabar con la vida del Rey don Juan Carlos, de la Reina Sofía y de las infantas Elena y Cristina. El múltiple magnicidio se llevaría a cabo mediante la explosión de una o varias bombas situadas bajo la tribuna de autoridades, durante el desfile militar del Día de las Fuerzas Armadas, que se celebraría el 2 de junio de 1985 en la ciudad de La Coruña. Al acto también asistieron el presidente del Congreso, el presidente del Senado, el presidente del Tribunal Constitucional, el presidente del Tribunal Supremo y del Consejo General del Poder Judicial, así como otros miembros del gobierno de Felipe González. 
Los militares implicados en la conspiración tenían previsto alquilar un edificio con sótano próximo a la tribuna y horadar un túnel en el que colocar más de 100 kilos de potentes explosivos. Estos habrían sido proporcionados por un empleado de una empresa constructora, pues el uso de material explosivo procedente de las fuerzas armadas habría delatado la conspiración militar. Más tarde, ETA habría sido culpada del ataque.

## El desmantelamiento
La intentona fue abortada durante la Semana Santa de 1985 por los mismos organizadores. Sin embargo, nadie fue detenido ni juzgado y el asunto permaneció oculto para la opinión pública durante más de quince años. El CESID hizo notar a los conspiradores que se encontraban estrechamente vigilados, tras lo cual decidieron detener sus planes. 
Las sospechosas visitas entre los militares, algunos de ellos en prisión, y la colaboración de uno de los conspiradores con los servicios de inteligencia ayudaron a detectar y frenar el golpe.

## Consecuencias
Ninguno de los organizadores, ni siquiera aquellos que se encontraban en activo fue perseguido. Fuentes del Gobierno socialista de 1985 aseguran que los conspiradores eran muy pocos y que se encontraban vigilados y controlados, por lo que no suponían ningún riesgo. Asimismo, no disponían de capacidad de liderazgo para dirigir el país en caso de que el golpe hubiera triunfado y ni siquiera contaban con un plan en caso de contar con éxito.
El gobierno, en su afán por no hacer pública la fragilidad de la democracia española meses antes de la entrada de España en las Comunidades Europeas, y con el objetivo de no dar a la ultraderecha más mártires que los que ya se encontraban en prisión, decidió limitar su acción, no llevar a cabo ningún tipo de actuación y ocultar el asunto. En 1997, Felipe González, ya en la oposición, realizó unas declaraciones en las que hacía público esta nueva intentona golpista. Hasta la fecha, es la última conspiración militar de la que se tiene constancia en España.